# 田中浩二 (俳優)
田中 浩二（たなか こうじ、1963年4月2日 - ）は、福岡県福岡市出身の元俳優。六本木オフィスに所属していた。

## 来歴・人物
堀越高等学校卒業。身長181cm。弟がいる。
妻は女優の長島裕子。父は元プロ野球選手の田中久寿男（元西鉄ライオンズ・読売ジャイアンツ 外野手）。
趣味はレコード鑑賞、バスケットボール（1979年当時公表のプロフィールによる）。
1990年を持って、芸能界から引退した。

## 主な出演作品

### 映画
- ヨコハマBJブルース（1981年、東映） - 近藤明 役
- 太陽のきずあと（1981年、東映） - 阿久津耕治 役
- 唐獅子株式会社（1983年、東映）
- パンツの穴（1984年、ジョイパックフィルム） - 堂園健太郎 役
- スケバン刑事 風間三姉妹の逆襲（1988年、東映） - 吾朗 役

### テレビドラマ
- あさひが丘の大統領（1979年 - 1980年、日本テレビ） - 二宮 役
- それゆけ!レッドビッキーズ（1980年 - 1981年、テレビ朝日） - 岡田一也 役
- 太陽にほえろ! （日本テレビ）
  - 第423話「心優しき戦士たち」（1980年） - 武田修 役
  - 第528話「真夜中のラガー」（1982年） - 神崎守 役
  - 第603話「陽炎の街」（1984年） - 山根達男 役
  - 第679話「ホラ吹きの街」（1986年） - 中原博 役
  - 第713話「エスパー少女・愛」（1986年）- 磯部信一 役
- 陽あたり良好!（1982年、日本テレビ） - 美樹本伸 役
- 昨日、悲別で（1984年、日本テレビ）
- 瑠璃色ゼネレーション（1984年、日本テレビ）- 水上慎一 役
- 月曜ワイド劇場「冬の京都 旅は道づれ女ざかり」（1986年、テレビ朝日）
- 水曜ドラマスペシャル （TBS）
  - 「人妻三人密会の宿」（1986年）
  - 「アヒルから白鳥になった女」（1987年）
  - 「南の海でドッキリ体験 放送作家・日向陽子」（1987年）
- 土曜ワイド劇場 （テレビ朝日）
  - 「名探偵・金田一耕助2 仮面舞踏会」（1986年）
  - 「山陽路に消えた人妻」（1988年）
  - 「神戸六甲まぼろしの美女 江戸川乱歩の「押絵と旅する男」」（1989年） - 瀬島国男 役
- 木曜ゴールデンドラマ （讀賣テレビ）
  - 「母の叫び」（1986年）
- ジャングル 第5話「広域窃盗事件・その1」（1987年、日本テレビ）
- ドラマ23 （TBS）
  - 「モト子せんせいの場合」（1988年）
- 火曜スーパーワイド （朝日放送）
  - 「花ふぶき女スリ三姉妹III」（1989年）
- 付き馬屋おえん事件帳 第1シリーズ 第12話「過去から来た女」（1990年、テレビ東京）